# Hermano José Braamcamp de Almeida Castelo Branco
Hermano José Braamcamp de Almeida Castelo Branco (16 de Setembro de 1775 – 1 de Fevereiro de 1846) foi primeiro Visconde de Sobral, primeiro Conde de Sobral e segundo Barão de Sobral. O título de Barão foi-lhe atribuído por D. João VI em 3 de Março de 1824, o de Visconde em 14 de Setembro de 1838 por D. Maria II, e o de Conde em 13 de Dezembro de 1844.

## Vida
Filho de Geraldo Venceslau Braamcamp de Almeida Castelo Branco (1752-1828), primeiro Barão de Sobral, e de D. Joana Maria da Cruz Sobral (1760-1812), primogénito de cinco irmãos, nasceu na Quinta da Luz, actual freguesia de Carnide, Lisboa. Foi casado com D. Louise Amable Rion Françoise de Narbonne Lara (1786-1849), de quem teve duas filhas, Adelaide e Luísa.
Formado em Direito pela Universidade de Coimbra, militar (de 1796 a 1803) e político Liberal fez parte do governo provisório após a Revolução de 24 de Agosto de 1820 e, mais tarde, depois da Vilafrancada, foi Ministro da Fazenda.
Faleceu aos 70 anos de idade na sua residência do Largo do Calhariz, freguesia das Mercês, Lisboa. Encontra-se sepultado no Cemitério dos Prazeres.